# Méridabahn
Die Méridabahn (spanisch Teleférico de Mérida Mukumbarí) ist eine Seilbahn in Venezuela. Deren Bergstation war bis ins Jahr 2008 die höchstgelegene Bergstation der Welt für den touristischen Personentransport. Die Méridabahn führt vom Stadtrand des rund 1500 m hoch gelegenen Mérida auf den Pico Espejo in 4765 m Höhe in unmittelbarer Nähe zum höchsten Berg Venezuelas, dem Pico Bolívar.

## Verlauf
Die knapp 12.500 Meter lange Luftseilbahn besteht aus vier Sektionen mit je einer zweispurigen Pendelbahn und überwindet dabei einen Höhenunterschied von 3189 Metern. Sie bewegt sich mit 7 Metern pro Sekunde vorwärts. Die Sektionen sind wie folgt aufgeteilt:
| Sektion | Art                                                           | Ausgangspunkt                  | Endpunkt                           | Höhenunterschied | Länge    | Anz. Stützen |
| ------- | ------------------------------------------------------------- | ------------------------------ | ---------------------------------- | ---------------- | -------- | ------------ |
| 1       | Pendelbahn, Gondeln lackiert in den Nationalfarben Venezuelas | Talstation Barinitas (1.577 m) | La Montaña (2.436 m)               | 864 m            | 3.427 m  | 3            |
| 2       | Pendelbahn, Gondeln rot lackiert                              | La Montaña (2.436 m)           | La Aguada (3.452 m)                | 1.010 m          | 3.273 m  | 3            |
| 3       | Pendelbahn, Gondeln blau lackiert                             | La Aguada (3.452 m)            | Loma Redonda (4.045 m)             | 593 m            | 2.756 m  | 3            |
| 4       | Pendelbahn, Gondeln gelb lackiert                             | Loma Redonda (4.045 m)         | Bergstation Pico Espejo (4.765 m). | 722 m            | 3.041 m  | keine        |
| Total   |                                                               |                                |                                    | 3.189 m          | 12.497 m |              |

Die Talstation Barinitas (1.577 m) wurde nach der Modernisierung der Méridabahn bereits am 10. April 2015 in Betrieb genommen. Auf rund 6.000 Quadratmetern befinden sich auch diverse Einkaufsmöglichkeiten sowie die Fahrkartenschalter der Bahn. Die Jahresmitteltemperatur beträgt rund 19 Grad Celsius.
Nach der Fahrt über den Río Mérida zur Station La Montaña bietet sich ein schöner Panoramablick auf Mérida. Die Zwischenstation wurde im Mai 2016 eröffnet und ist der Ausgangspunkt zur 2. Sektion der Méridabahn.
Am Ende der 2. Sektion, der Station La Aguada, geht der Blick zum Pico La Concha (4.922 m). Diese Zwischenstation wurde ebenfalls im Mai 2016 in Betrieb genommen.
Die Zwischenstation Loma Redonda (4.045 m) markiert den letzten Stopp auf dem Weg zum Pico Espejo (4.765 m). Sie befindet sich in der Nähe des Dörfchens Los Nevados und bietet gleichzeitig Ausblick auf diverse Bergseen. Hier befindet sich außerdem Material der alten Méridabahn ausgestellt, darunter eine Gondel.
Die Bergstation Pico Espejo schließlich ist mit 4.765 m eine der höchstgelegenen Bergstationen der Welt, nur geschlagen durch die Bergstation der Dagu Glacier Gondola (Stand: 2020). Vom oft schneebedeckten Pico Espejo ist auch der höchste Berg Venezuelas, der Pico Bolívar (4.981 m) in unmittelbarer Nähe, zu sehen. Auf dem Pico Espejo steht eine weiße, etwa 2,5 m hohe Marien-Statue der Virgen de las Nieves.

## Geschichte

### Erste Seilbahn

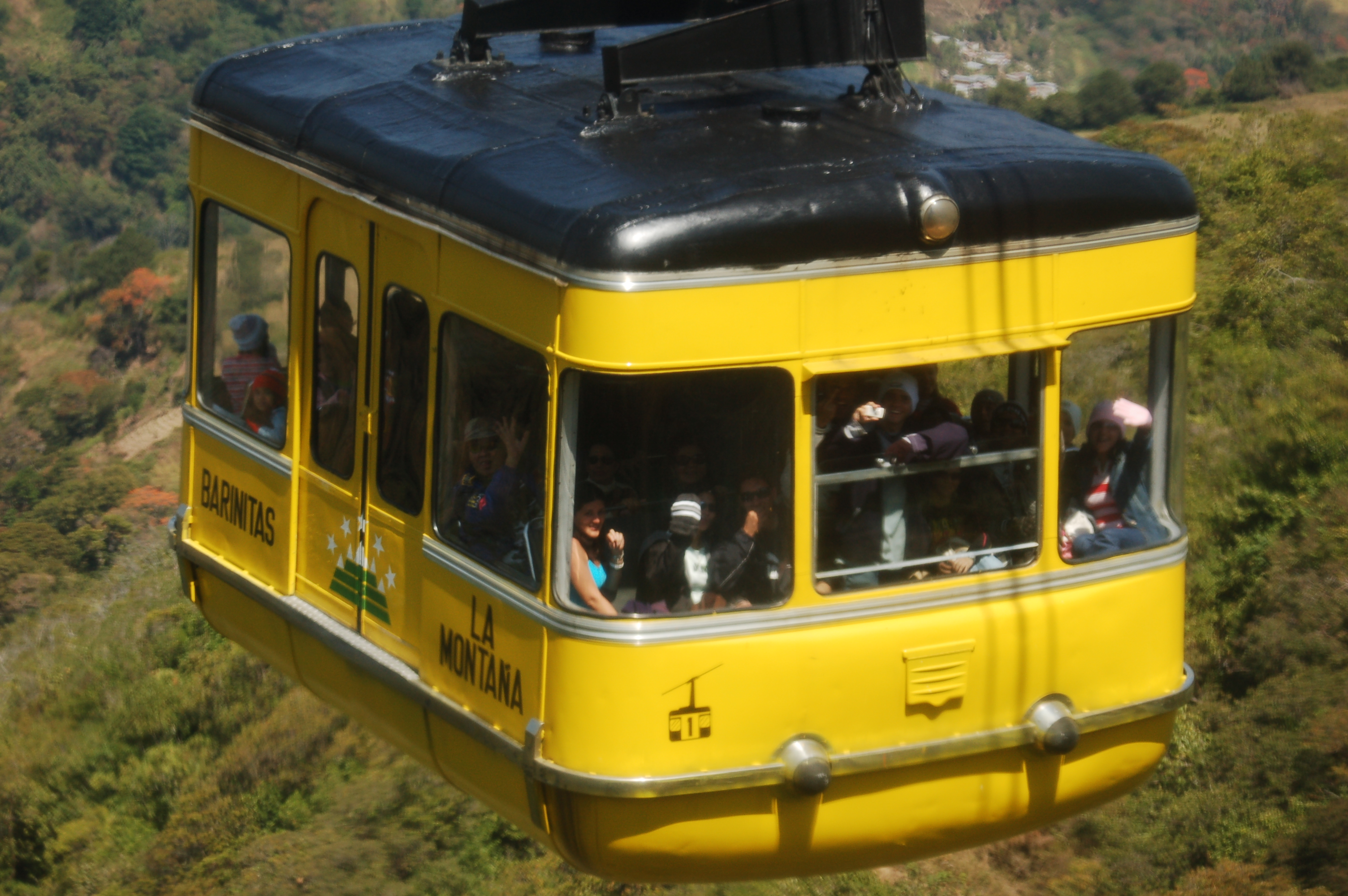
Eine alte Kabine der 1. Sektion (2006)

Der Bau der ersten Seilbahn geht auf eine Initiative des Club Andino Venezolano im Jahr 1952 zurück, woran eine Gedenktafel bei der Bergstation erinnert. Das Ziel war die touristische Erschließung der Sierra Nevada de Mérida. Mitglieder des Club Andino Venezolano setzten den Bau der Seilbahn während der Präsidentschaft von Marcos Pérez Jiménez politisch durch. 1955 wurden die Pläne genehmigt und mit dem Bau der Trasse zwischen Mérida und dem Dorf Las Aguadas begonnen. Die Eröffnung dieses Abschnitts wurde für Oktober 1958 geplant, wurde jedoch aufgrund des Todes von Papst Pius XII. kurzfristig abgesagt.
In der Folge wurde das Projekt verlängert und die Verlängerung bis zum Pico Espejo an die Hand genommen. Sie wurde in den Jahren 1958 bis 1960 von der französischen Firma Applevage unter der Leitung von Maurice Comte erbaut. Comte wurde durch den Italiener Giovanni Rizzi und den Schweizer Raymond Ruffieux assistiert. Beim Projekt waren 25 internationale Zulieferer beteiligt, darunter unter anderem Eggeca für die Ingenieursleistungen sowie Egecom für den Stahlbau. Die Gesellschaft für Förderanlagen Ernst Heckel aus Deutschland lieferte die Bauseilbahnen für die drei unteren Sektionen der Méridabahn, während die Bauseilbahn der obersten Sektion durch Habegger aus Thun in der Schweiz erbaut wurde. Die Seile wurden durch Felten & Guilleaume geliefert. Der Bau kostete je nach Quelle zwischen fünf und sieben Arbeitern das Leben.
Die gesamte Méridabahn wurde im März 1960 eröffnet. Sie kostete rund 70 Millionen Bolivares der damaligen venezolanischen Währung, was in dieser Zeit rund 16 Millionen US-Dollars entsprach. Die Kabinen der einzelnen Seilbahnsektionen wurden in diversen Farben gehalten: die unterste Sektion verfügte über gelbe, die zweite Sektion über blaue, die dritte sowie die oberste Sektion über rote Kabinen.

### Unfall vom 24. November 1991

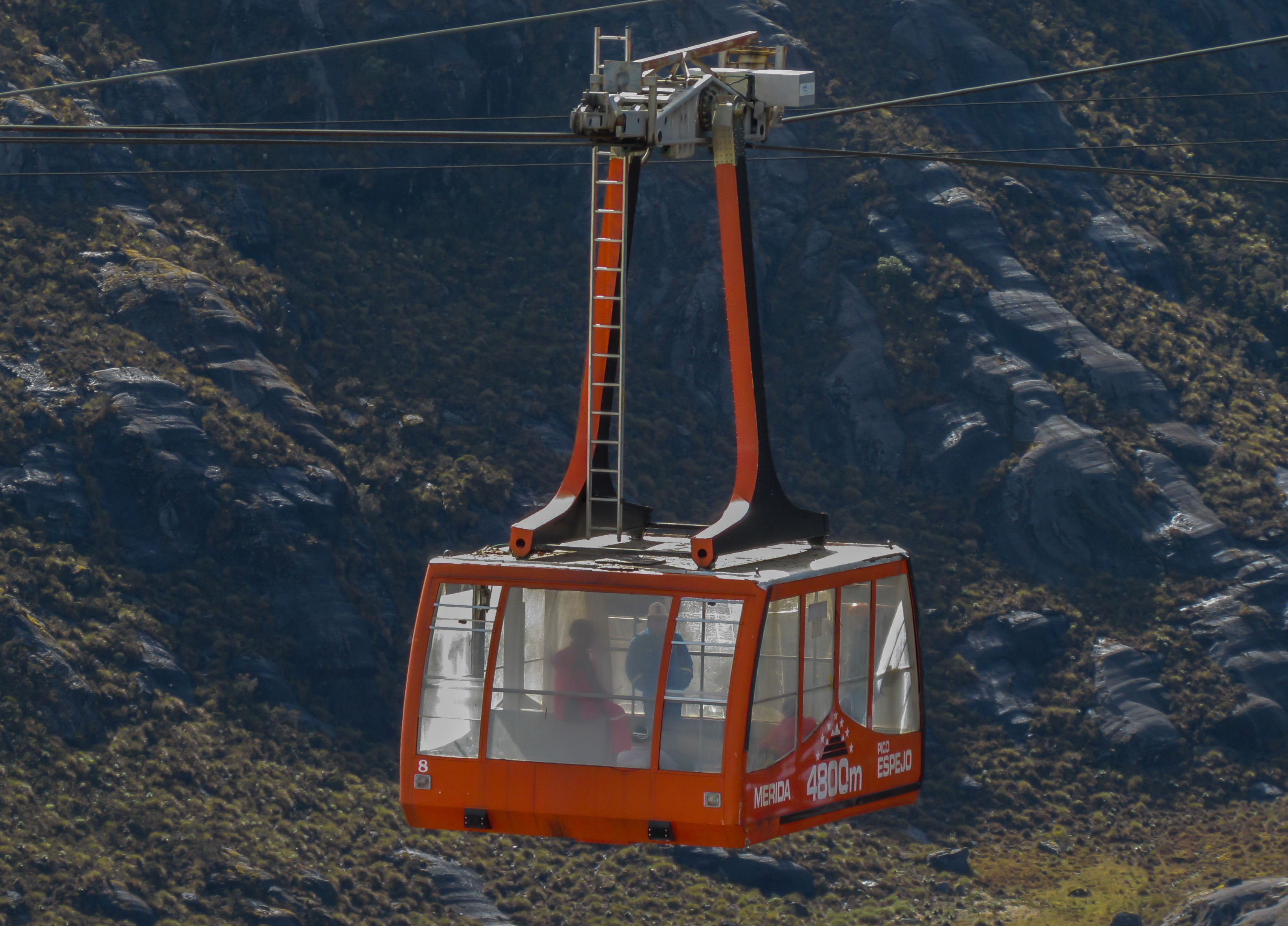
Gangloff-Kabine (Ersatz nach Absturz von 1991) in der 4. Sektion der Méridabahn

Die Bahn war seit jeher starken Witterungsbedingungen ausgesetzt. Dies und der nicht immer pünktliche Unterhalt zwangen die Betreiber nicht selten zu Bahnstillständen. Fehlender Unterhalt (unterlassene Seilverschiebung) war am 24. November 1991 auch der Grund, dass es gegen 9.15 Uhr Ortszeit in der vierten Sektion zu einem Gondelabsturz durch Seilbruch kam, bei welchem der Gondelführer und eine weitere Person ums Leben kamen. Die 35 Touristen der entgegenkommenden Kabine, darunter viele Deutsche, kamen mit dem Schrecken davon und konnten evakuiert werden.
Nach dem Unfall stand die Méridabahn für längere Zeit still. Der Betrieb wurde erst in Teilen im Sommer 1996 bis Las Aguadas wiederaufgenommen. Die oberste Sektion, wo sich der verheerende Unfall ereignete, blieb bis 1999 geschlossen. Die Wiedereröffnung erfolgte am 11. Januar 1999 mit einer neuen, durch Gangloff gelieferten 36-plätzigen Kabine. Diverse zusätzliche Modernisierungen wurden zuvor durch Von Roll ausgeführt. Bis 2005 operierte die oberste Sektion der Méridabahn fortan nur mit einer funktionstüchtigen Kabine, während die andere lediglich als Gegengewicht geführt wurde.

### Stilllegung

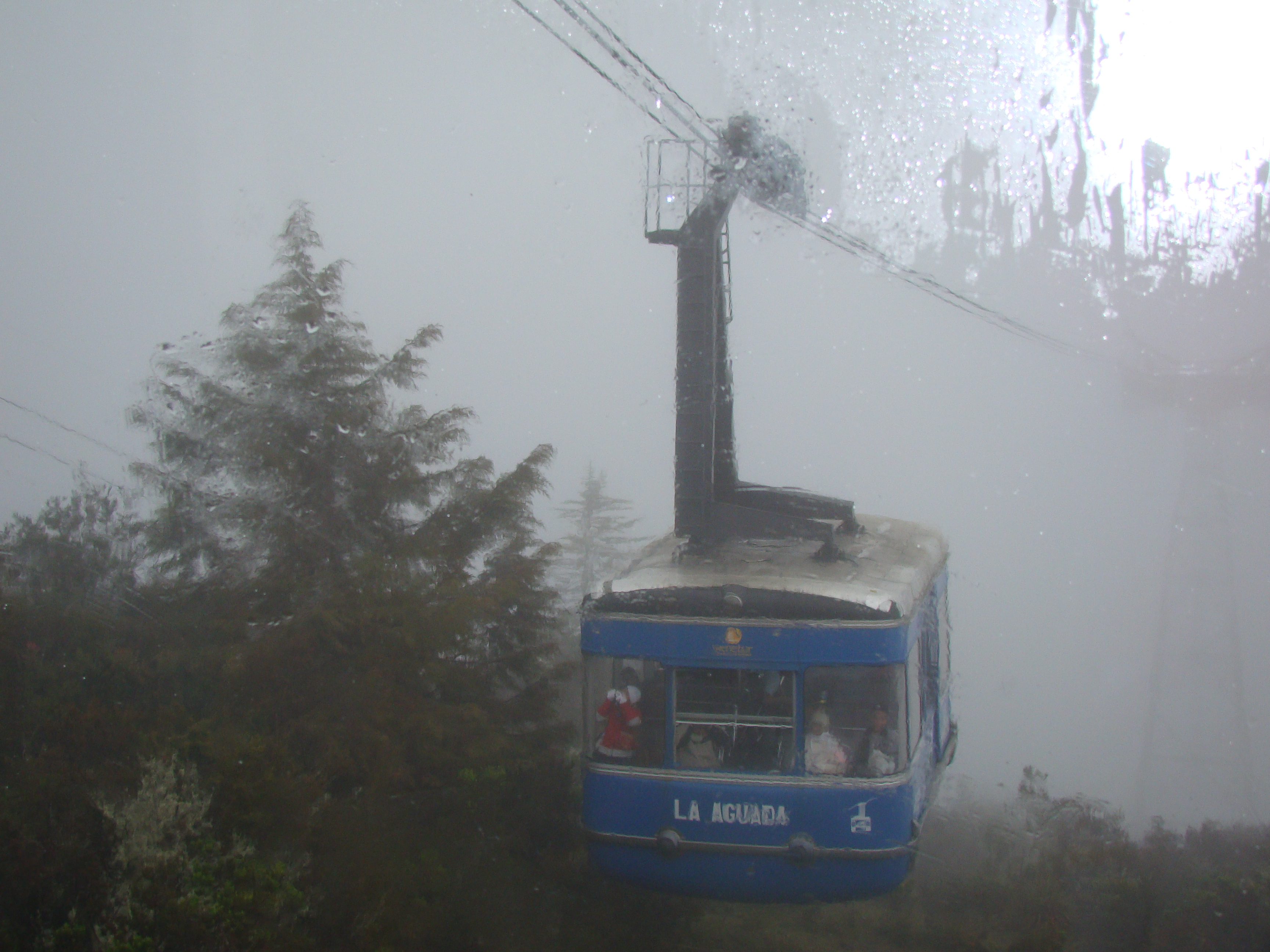
Alte Kabine in der 2. Sektion wenige Wochen vor der Stilllegung (2008)

Im August 2008 wurde die Anlage von Experten, darunter die bekannte Schweizer Seilbahnsachverständige Hili Manz, inspiziert. Daraus ergab sich, dass die Seile, dieselben Seile seit der Eröffnung notabene, nach 50 Jahren das Ende ihrer Nutzungsdauer erreicht hatten. Eine normale Nutzungsdauer ist ungefähr 25 Jahre. Zudem wies eine Seilbahnstütze Schäden auf.
An die venezolanische Regierung erging die Empfehlung, den Betrieb sofort einzustellen und die Anlage aufgrund gravierender Verschleißerscheinungen durch einen Neubau zu ersetzen. Basierend auf der Empfehlung schloss das venezolanische Tourismusministerium die Bahn am 11. August 2008. In der Folge brach der Tourismus um Mérida um rund 40 Prozent ein.

### Neubau
2010 erhielt die Firma Doppelmayr als Generalunternehmer den Auftrag, die vier Seilbahnsektionen auf gleicher Trasse zu ersetzen. Die Neueröffnung war zunächst für das Jahr 2012, später auf April 2013 festgesetzt. Die tatsächliche, vollständige Eröffnung erfolgte schließlich am 7. Oktober 2016.
Auch beim Neubau waren nebst der Venezolana de Teleféricos (Ventel) sowie der Doppelmayr/Garaventa-Gruppe zahlreiche weitere, auch internationale Unternehmen beteiligt. So transportierte Heliswiss diverses Material, darunter auch die neuen Gondelkabinen mit einem Hubschrauber Kamow Ka-32 während des Neubaus. Für den Neubau wurden 3.000 Tonnen Material aus der Schweiz nach Venezuela verschifft, dazu kamen rund 250 Tonnen Werkzeug.

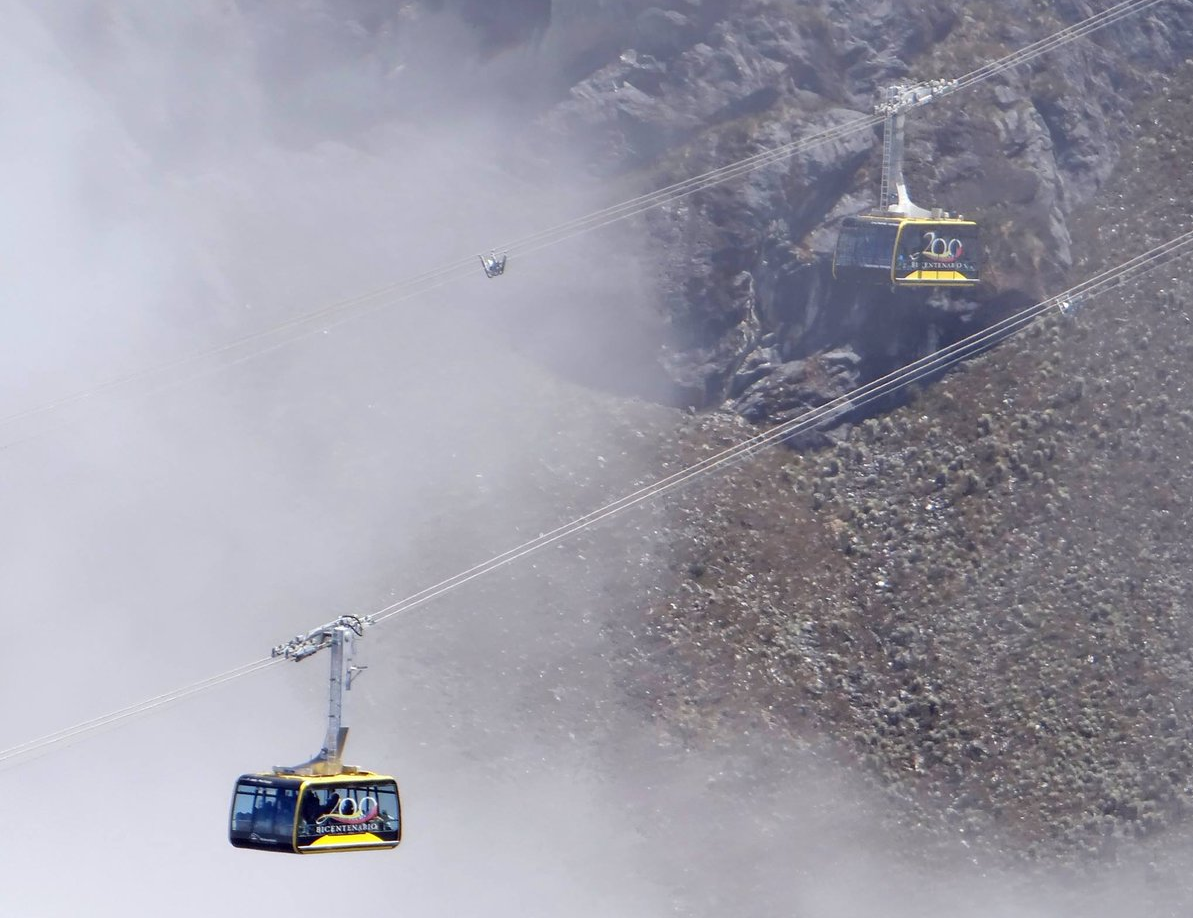
Kabinen der 4. Sektion nach der Neueröffnung (2017)

Die Gesamtkosten des Neubaus beliefen sich auf 106 Millionen Euro. Dies war doppelt so viel wie ursprünglich veranschlagt, was primär auf diverse Sonderwünsche von Hugo Chávez zurückzuführen war. Diverse Ausstände wurden vom venezolanischen Staat (Stand Mai 2017) noch nicht vollständig beglichen. So schuldet der Auftraggeber unter anderem der Schweizer Unternehmung Garaventa 13 Millionen Schweizer Franken, sodass der Bau weiterer Seilbahnen in Venezuela gestoppt werden musste.
Der Neubau stellte ein Prestigeprojekt des venezolanischen Staates dar, welcher ab 2010 das zweihundertjährige Jubiläum der Unabhängigkeitskriege in Venezuela feierlich beging. Entsprechend sind diverse Gondeln der Méridabahn mit 200 Bicentenario-Aufklebern geschmückt sowie in den jeweiligen Nationalfarben des Landes gehalten. In der Vermarktung der Méridabahn wurde mit dem Neubau  ab September 2014 außerdem der Zusatz Mukumbarí hinzugefügt. Dieser bezeichnet den «Platz, an dem die Sonne untergeht».

### Auslastungsprobleme
Mit einer Kapazität von 60 Personen pro Gondel würde die Bahn den Transport von 2000 Personen pro Tag erlauben, aufgrund der Versorgungskrise im Land hatten aber innert eines halben Jahres nach der Eröffnung bloß 480 ausländische Touristen transportiert werden können. In der ersten Woche des Jahres 2020 besuchten nach Medienberichten 2.000 Touristen täglich die Méridabahn. Derartige Zahlen sind jedoch mit Vorsicht zu genießen.

## Preise

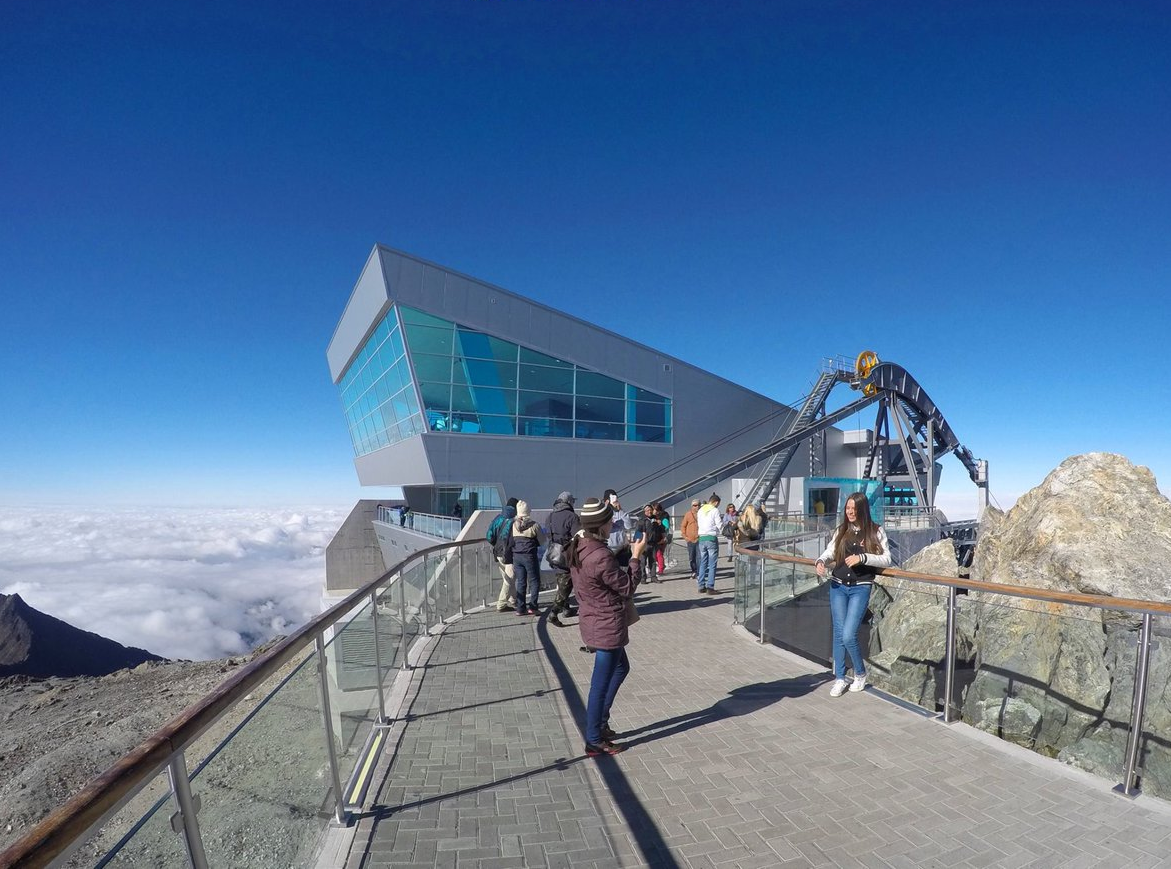
Neu erbaute Bergstation auf dem Pico Espejo

Die Preise für die Nutzung unterscheiden sich nach der Nationalität der Kunden. Nach der Neueröffnung 2016 bezahlten Venezolaner einen eher symbolischen Preis von 3500 Bolivares (zum damaligen Zeitpunkt weniger als 1 US-Dollar), während ausländische Touristen einen Preis von 50 US-Dollar entrichten müssen. Hierzu muss mit einer Kreditkarte bezahlt werden, von der der Betrag in US-Dollar abgerechnet wird.
Im Zusammenhang mit der Wirtschaftskrise in Venezuela wurden in den darauffolgenden Jahren die Preise ständig der Inflation angepasst. Im August 2019 kostete die normale Fahrt für venezolanische Staatsbürger 15.000 Bolivares, der Preis für ausländische Staatsbürger verblieb bei 50 US-Dollar. Zum Kauf eines Tickets muss ein gültiges Ausweisdokument vorgewiesen werden.